# Der Bund (Musical)
Der Bund (Originaltitel Ha Brit) ist ein Musical, das die Geschichte des Volkes Israel von Abraham über Mose, Ruth, das Babylonische Exil, die römische Besatzung und das jüdische Exil bis zur Gründung des modernen Staates Israel erzählt.
Der Bund wurde von dem internationalen Künstlerehepaar Robert und Elisabeth Muren aus Jerusalem komponiert.
Auf Einladung der Stadt Jerusalem wurde Der Bund 2002 zum ersten Mal beim Jerusalemer Kulturfestival aufgeführt.
Israels bekannter Liedermacher, Sänger und Showmaster Ehud Manor, der viele preisgekrönte Liedtexte verfasst und Musicals wie Cabaret, Les Misérables und Hair übersetzt hat, konnte 2002 für die Übersetzung des Musicals ins Hebräische gewonnen werden.
Im März 2003 wurde das Musical unter der Schirmherrschaft der Internationalen Christlichen Botschaft Jerusalem (International Christian Embassy Jerusalem, ICEJ) erstmals auf Hebräisch an verschiedenen Orten in Israel aufgeführt: 
Am 16. März 2003 fand die hebräische Erstaufführung in Kfar Saba statt, am 24. März 2003 war „Ha Brit“ (hebräisch für Der Bund) im Eretz Israel Museum in Tel-Aviv zu sehen, gefolgt von einer weiteren Vorstellung in Nazaret am 29. März 2003.
Vom israelischen Erziehungsministerium wurde Der Bund 2004 als "sehenswert" für Schulklassen eingestuft.
Im Juli 2006 wurde Der Bund von knapp 30 internationalen Schauspielern und Sängern erstmals nach Europa gebracht. Der erste Termin in Deutschland war am 12. Juli 2006 in der Kirche am Südstern in Berlin. Weitere Aufführungen fanden u. a. statt in Hannover, Nürnberg, Stuttgart und Altensteig.